# Solmsschlösschen

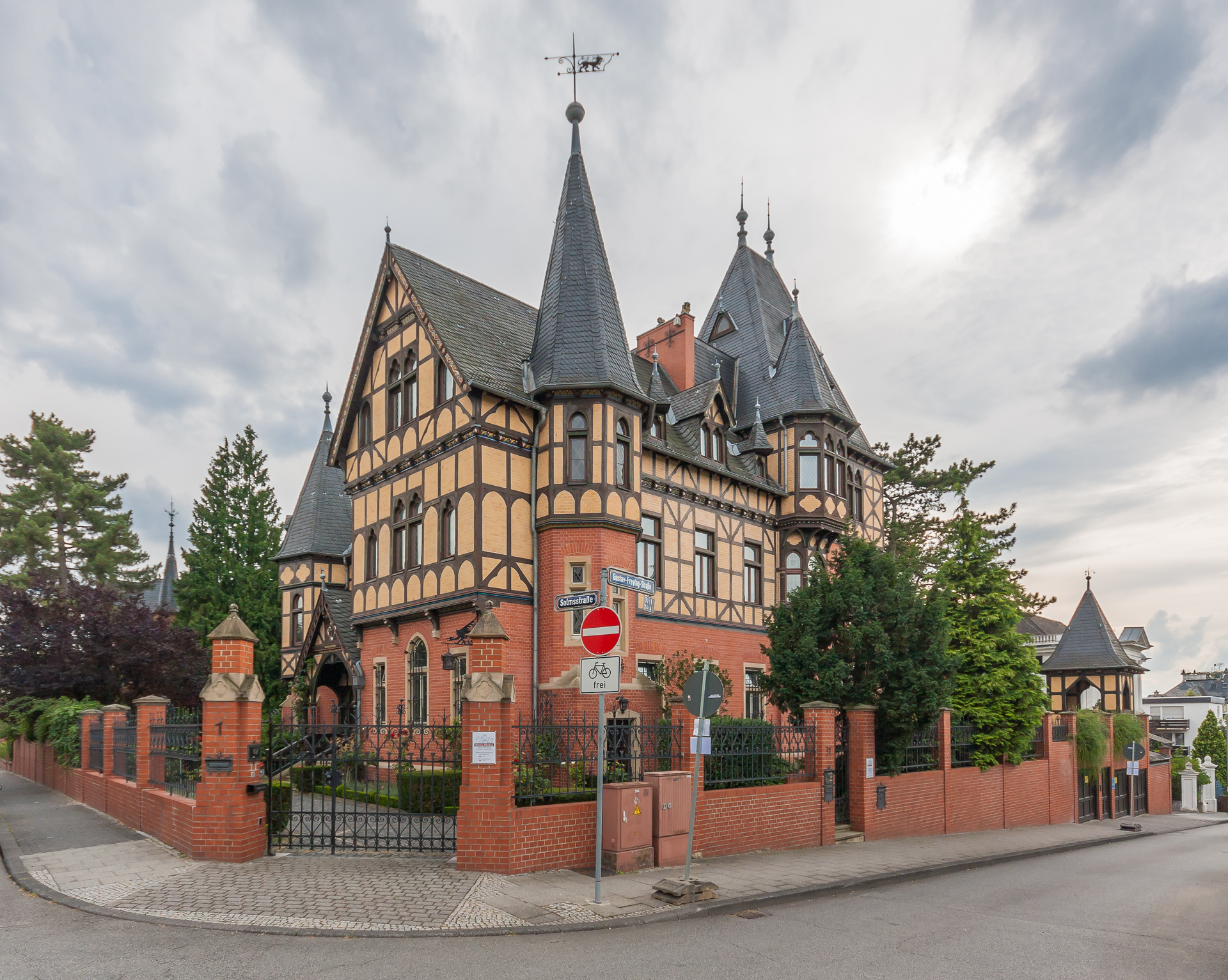
Das 1890 bis 1892 von Prinz Albrecht zu Solms-Braunfels erbaute Solmsschlösschen an der Gustav-Freytag-Straße in Wiesbaden

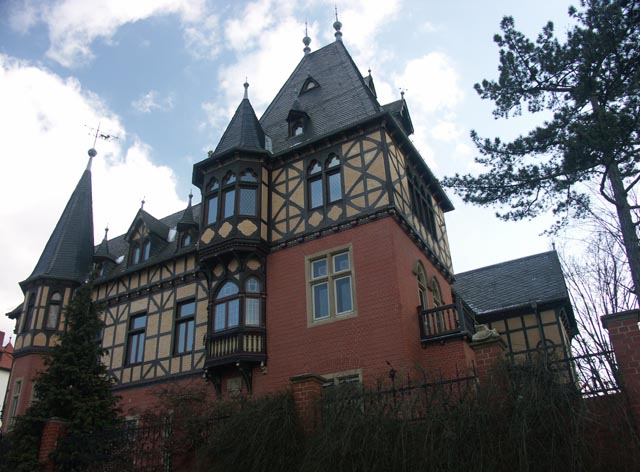
Seitenansicht mit Blick auf das „Erkertürmchen“

Das Solmsschlösschen ist eine Villa am Bierstadter Hang in Wiesbaden, der Hessischen Landeshauptstadt. 
Prinz Albrecht zu Solms-Braunfels ließ den Bau 1890 bis 1892 für sich nach den Plänen des Hannoveraners Ferdinand Schorbach erbauen. Das nach malerischen Gesichtspunkten konzipierte Gebäude mit unregelmäßigem Grundriss, mehreren Erkern und Ecktürmchen sowie Fachwerk-Obergeschossen entstand nach dem Vorbild des 1881 bis 1885 von Edwin Oppler umgebauten Schlosses Braunfels. Es besitzt eine eigene Kapelle sowie eine große, über zwei Stockwerke reichende und ganz aus Holz bestehenden Halle. Letztere wurde nach dem Vorbild englischer „halls“ im neogotischen Stil angelegt.

## Geschichte
Für den Wohnungsbau in Wiesbaden bedeutete das Gebäude in der Gustav-Freytag-Straße 31 in mehrerer Sicht einen Meilenstein. Zum einen war es eine Abkehr von der bis dato immer noch vorherrschenden symmetrischen kubischen Grundform des Klassizismus, zum anderen bedeutete es eine Renaissance für das Fachwerk, das bisher als „Arme-Leute-Bauweise“ verschrien war und deswegen meist hinter Putz versteckt wurde. Dadurch, dass ein Angehöriger des Hochadels mit Kontakten zu Kaiser Wilhelm II. diesen Baustil verwendete, wurde er nachfolgend auch von anderen Bauherren nachgeahmt und findet sich von nun an vor allem in den Obergeschossen vieler Wiesbadener Villen. Ein Beispiel für eine solche Nachahmung ist die Villa Breckenheim im gleichnamigen Wiesbadener Stadtteil.
Dem Bauherr brachte sein „Landhaus“, wie man derartige Villen damals noch nannte, jedoch kein Glück; er erkrankte bald schwer und als ihm auch der bekannte Pfarrer und Heilpraktiker Sebastian Kneipp nicht helfen konnte, zog er aufgrund seiner psychischen Leiden in eine andere, wesentlich nüchternere Villa ganz in der Nähe (Solmsstraße 9).
1983 sollte die Villa in ein Objekt mit 13 Eigentumswohnungen umgestaltet werden. Der Mäzen und Unternehmer Horst Raule übernahm jedoch den Bau, restaurierte ihn und zahlte fortan auch den Unterhalt.
Das Solmsschlösschen befindet sich inmitten eines ausgedehnten, vorwiegend im letzten Jahrzehnt des 19. Jahrhunderts entstandenen und unter Flächendenkmalschutz stehenden Villengebietes mit viel Grün am östlichen Rand der Wiesbadener Innenstadt. In den 60er Jahren geriet das Gebiet in die Gefahr, durch Bürohochhäuser ersetzt zu werden. Von diesem Vorhaben kam man jedoch ab.

## Sonstige Literatur
- Gottfried Kiesow: Das verkannte Jahrhundert. Der Historismus am Beispiel Wiesbadens. Deutsche Stiftung Denkmalschutz, Bonn 2005, ISBN 3-936942-53-6.
- Peter Schabe: Solmsschlösschen in Wiesbaden. Gestern und heute. Geschichte und Bewahrung eines neugotischen Baudenkmals. Reinehr, Mühltal 1996, ISBN 3-929940-98-1.